# Włodzimierz Mokrzyszczak

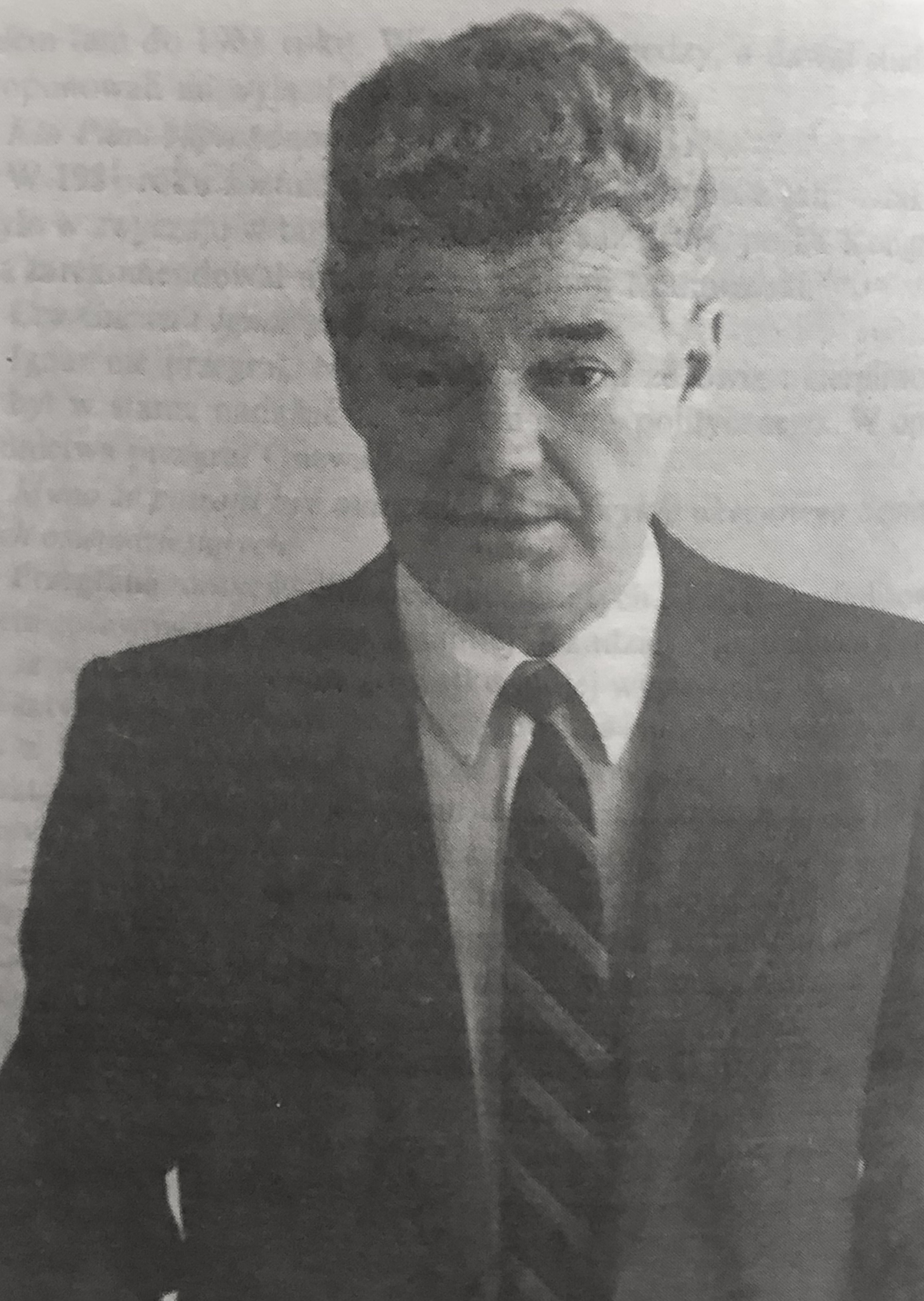
Włodzimierz Mokrzyszczak w latach 80.

Włodzimierz Mokrzyszczak (ur. 3 sierpnia 1938 w Ostrowcu Świętokrzyskim) – polski inżynier, działacz partyjny i dyplomata, w 1981 I sekretarz Komitetu Wojewódzkiego PZPR w Olsztynie, zastępca członka (1981-1986) i członek Biura Politycznego KC PZPR (1986-1988), ambasador w Czechosłowacji (1988–1990).

## Życiorys
W 1961 ukończył studia na Wydziale Komunikacji Politechniki Warszawskiej, podejmując pracę w Dyrekcji Okręgowej Kolei Państwowych w Gdańsku (1961–1974). W latach 1974–1976 dyrektor Rejonowej Dyrekcji PKP w Olsztynie. W latach 1976–1981 zatrudniony jako sekretarz Komitetu Wojewódzkiego PZPR w Olsztynie, był także członkiem egzekutywy Komitetu Wojewódzkiego (1975–1981) oraz przewodniczącym Komisji Ekonomicznej Komitetu Wojewódzkiego (1975–1976). Od 31 maja do 5 listopada 1981 pozostawał I sekretarzem Komitetu Wojewódzkiego PZPR w Olsztynie. Na IX Nadzwyczajnym Zjeździe PZPR w lipcu 1981 wszedł w skład Komitetu Centralnego PZPR. Od lipca 1981 do lipca 1986 był zastępcą członka Biura Politycznego KC PZPR, a od lipca 1986 członkiem Biura Politycznego KC PZPR oraz przewodniczącym Centralnej Komisji Kontrolno – Rewizyjnej PZPR. W latach 1981–1986 wiceprzewodniczący Komisji Wewnątrzpartyjnej KC PZPR. W grudniu 1985 został przewodniczącym Zespołu do rozpatrzenia i przygotowania propozycji dotyczących uzupełnień i zmian w "Statucie PZPR" przed X Zjazdem PZPR, który odbył się w lipcu 1986.  W 1988 odwołany z władz partyjnych i mianowany przez Radę Państwa PRL na stanowisko ambasadora nadzwyczajnego i pełnomocnego PRL w Czechosłowacji. Misję dyplomatyczną pełnił do marca 1990.

## Odznaczenia (lista niepełna)
- Krzyż Komandorski Orderu Odrodzenia Polski
- Krzyż Kawalerski Orderu Odrodzenia Polski
- Medal 40-lecia Zwycięstwa w Wielkiej Wojnie Ojczyźnianej 1941–1945 (ZSRR, 1985)[2]
- Jubileuszowy Medal 100. Rocznicy Urodzin Georgi Dymitrowa (Bułgaria, 1983)[3]
- Złoty Order „Gwiazda Przyjaźni między Narodami” (Niemcy Wschodnie, 1986)[4]